# Jonathan Dibben
Jonathan Dibben (ur. 12 lutego 1994 w Southampton) – brytyjski kolarz torowy i szosowy, dwukrotny medalista torowych mistrzostw świata.

## Kariera
Pierwszy sukces w karierze Jonathan Dibben osiągnął w 2009 roku, kiedy zdobył srebrne medale w wyścigu ze startu wspólnego i jeździe na czas podczas olimpijskiego festiwalu młodzieży Europy w Tampere. Dwa lata później został mistrzem Europy juniorów w indywidualnym i drużynowym wyścigu na dochodzenie. W 2012 roku został wicemistrzem świata juniorów w omnium, a w 2014 roku był mistrzem Europy seniorów w drużynowym wyścigu na dochodzenie. Największe sukcesy osiągnął w 2016 roku, kiedy zwyciężył w wyścigu punktowym na mistrzostwach świata w Londynie. W wyścigu tym wyprzedził Austriaka Andreasa Grafa oraz Belga Kenny'ego De Ketele. Na tej samej imprezie zajął także drugie miejsce w drużynowym wyścigu na dochodzenie.